# 若松儀裕
若松 儀裕(わかまつ よしひろ、1986年12月9日 - )は、千葉県船橋市出身の元陸上競技選手。専門は長距離種目。八千代松蔭高等学校、東洋大学卒業。東京電力グループを経て、日清食品グループに所属した。

## 経歴・人物
ラスト勝負になったときのスパート力に定評があり、駅伝では1区を担当することが多い。
東洋大学4年時の第85回箱根駅伝では1区を担当しトップと18秒差の区間8位。3区を走った同学年のエース大西智也や5区で区間新記録を樹立したルーキー柏原竜二とともに東洋大学史上初の総合優勝に貢献した。また、同年の夏季ユニバーシアード日本代表として大西や柏原とともに選出され、ハーフマラソンに出場した。
大学卒業後は東京電力グループに入社。全日本実業団駅伝では1年目の2010年・2年目の2011年と2年連続1区を担当し、それぞれ区間3位・区間2位と好走した。しかし東日本大震災の影響により、東京電力陸上部は無期限休部となってしまう。陸上部関係者も一般業務に従事せざるを得ないという状況であったことから、同年5月1日付けで日清食品グループに移籍した。
移籍初年度の東日本実業団駅伝では5区で区間新記録を樹立（21分19秒）。チームの優勝に貢献した。2012年の全日本実業団駅伝では東京電力時代から3年連続となる1区を担当。持ち前のスパート力で最後に集団から1人抜け出し区間賞を獲得した（35分55秒）。日清食品グループはその勢いに乗り、常に上位でレースを進め、2年ぶり2回目の総合優勝を果たす。
2012年6月の第96回日本選手権では5000mに出場し、ラスト半周で出口和也（旭化成）、竹澤健介（エスビー食品）と激しい先頭争いを繰り広げ、両者に次ぐ3位入賞を果たした（13分47秒75）。優勝した出口とのタイム差はわずか0.58秒であった。2013年の全日本実業団駅伝は欠場した。
2014年の全日本実業団駅伝1区では、大学の同期である大西智也（旭化成）が序盤で仕掛けたスパートに対応できず区間5位。2015年は優勝争いのラスト勝負を見越して7区に起用されたが、若松にタスキが渡った時点で既に大勢が決しており、持ち味を発揮できず3位でゴールした。
2016年は再び1区に起用される。レースは大集団で中継所直前までなだれ込む展開となり、他チームの主力選手を抑える切れ味の鋭いスパートを見せ4年ぶりに区間賞を獲得した。
30代になってからも、2018年の東日本実業団駅伝1区で区間賞を獲得するなど、第一線で活躍した。しかし2019年1月、日清食品グループ陸上競技部の駅伝撤退に伴い退部を勧告され、現役を引退。社業に専念する。

## 自己ベスト
- 5000m：13分42秒26（2012年）
- 10000m：28分44秒85（2010年）
- ハーフマラソン：1時間02分17秒（2012年）
- マラソン：2時間19分13秒（2016年）[5]